# Stagione di college football 1870
La Stagione di college football 1870 fu la seconda stagione di college football negli Stati Uniti. Fu molto simile, nella sua forma embrionale e non strutturata, alla stagione precedente, 1869, in cui le regole non erano state ancora codificate con esattezza e venivano decise di gara in gara. Tuttavia, le regole utilizzate probabilmente non assomigliavano nemmeno lontanamente a quelle attualmente in vigore, essendo ancora una mescolanza tra calcio e rugby.
Come nel 1869, ci furono solo due partite giocate nell'intera stagione, ma coinvolsero tre squadre: il College of New Jersey (attuale Princeton) e la Rutgers, già attive l'anno precedente, e la Columbia University. La prima partita dell'anno fu la vittoria 6-3 di Rutgers ai danni di Columbia nel campus di Rutgers, disputatasi il 5 novembre, mentre la seconda partita dell'anno fu la vittoria 6-2 di New Jersey su Rutgers nel campus di Princeton il 12 novembre.
Pertanto, come unica squadra imbattuta, seppur con una sola gara nella stagione, New Jersey è generalmente considerata campione nazionale per la stagione 1870. Quelli che diventeranno poi i Tigers sono stati così riconosciuti dal Billingsley Report, dalla National Championship Foundation, e dal ricercatore storico Parke H. Davis. New Jersey fu anche la prima squadra imbattuta in assoluto, finendo con un record di 1-0 .

## Classifica finale
| Scuola                | Conf. W-L-T | Ovr. W-L-T |
| --------------------- | ----------- | ---------- |
| College of New Jersey | -           | 1 - 0      |
| Rutgers               | -           | 1 - 1      |
| Columbia              | -           | 0 - 1      |

## College esordienti
- Columbia Lions football